# Saint-Amant-Roche-Savine

Saint-Amant-Roche-Savine este o comună în departamentul Puy-de-Dôme, Franța. În 1 ianuarie 2022 avea o populație de 532 de locuitori.